# Martinià (mestre dels soldats)
Martinià (en llatí: Martinianus) va ser un oficial de l'exèrcit romà d'Orient del segle v, actiu durant el segon regnat de l'emperador Zenó (r. 476-491). És citat el 478, quan va ser nomenat com mestre dels soldats praesentalis per a dirigir una expedició contra el líder ostrogot Teodoric Estrabó.
Martinià es va mostrar incapaç de mantenir la disciplina dels seus soldats, que eren provinents de tres diòcesis diferents de l'Imperi Romà d'Orient (Pont, Àsia i Orient). Durant el començament de l'any 479, quan l'exèrcit estava descontent perquè Zenó no volia dirigir-los en personal, ell va aconsellar l'emperador aquarterar els soldats.